# Disteleología

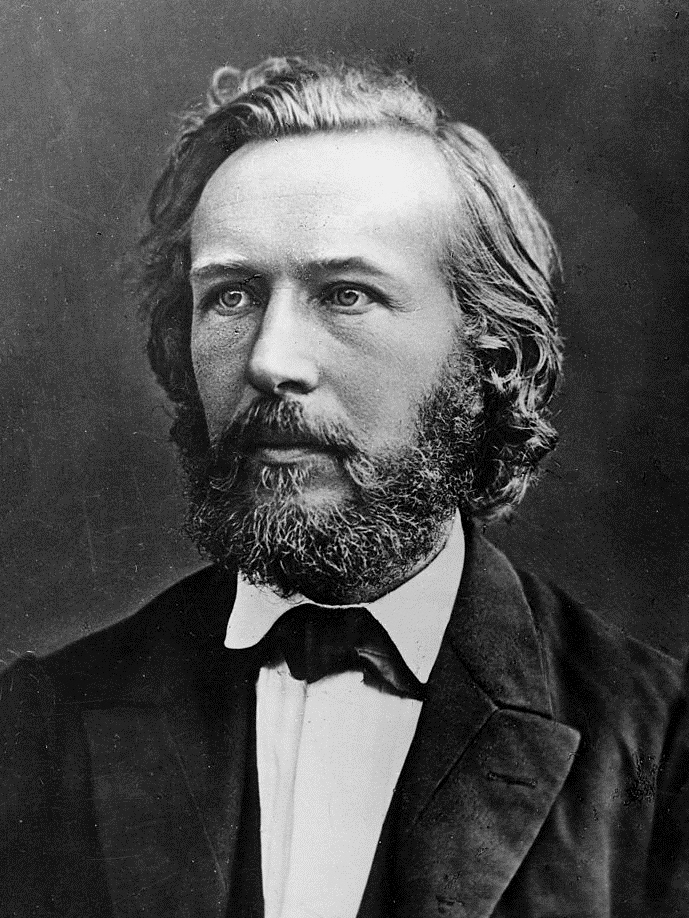
Ernst Haeckel en 1860.

La disteleología es el punto de vista filosófico que defiende que la existencia no tiene telos o causa final. Se trata de un término moderno acuñado y popularizado por Ernst Haeckel (1834–1919).
La disteleología es una forma agresiva pero optimista del ateísmo desde el punto de vista de la ciencia, asociada en un principio con Haeckel y sus seguidores, pero hoy en día más bien cercana a los planteamientos de Richard Dawkins, Sam Harris o Christopher Hitchens.
La filosofía occidental desde Copérnico fue más y más disteleológica a medida que se desarrollaba. De modo diferente a las perspectivas filosóficas y religiosas tradicionales, el naturalismo metafísico moderno ve la existencia sin un objetivo inherente.
Algunas escuelas filosóficas que rechazan la disteleología, son el idealismo alemán (filosofías de Hegel y Schelling), la teoría integral y gran parte de los seguidores del principio antrópico.
También se ha llamado disteleología a la línea de razonamiento de la filosofía de la religión que se opone al argumento teleológico. Proclama que ante la discordia, miedo y mal, etc; el universo no subyace a un poder de creación benevolente.
La obra más importante de Haeckel es quizá The Riddle of the Universe.